# Reply
Reply (hangul: 응답하라 - Eungdabhara) é uma antologia série de televisão sul-coreana dirigida por Shin Won-ho com roteiro de Lee Woo-jung que estreou em 2012 na tvN. O enredo gira em torno de um grupo de amigos, à medida que a linha do tempo se move de um lado para o outro entre seus 'eus' passados e presentes.
A série recebeu aclamação da crítica por suas performances e trilha sonora, além de ser uma produção bem pesquisada, cheia de humor e coração. A série também registrou altos níveis de audiência do público, com a terceira temporada, Reply 1988, chegando a 18,8% em todo o país, tornando-se o maior drama avaliado na história da TV a cabo na Coreia.

## Temporadas
| Temporada | Temporada | Título     | Episódios | Episódios | Originalmente exibido | Originalmente exibido  |
| Temporada | Temporada | Título     | Episódios | Episódios | Estreia da temporada  | Final da temporada     |
| --------- | --------- | ---------- | --------- | --------- | --------------------- | ---------------------- |
|           | 1         | Reply 1997 | 16        | 16        | 24 de julho de 2012   | 18 de setembro de 2012 |
|           | 2         | Reply 1994 | 21        | 21        | 18 de outubro de 2013 | 28 de dezembro de 2013 |
|           | 3         | Reply 1988 | 20        | 20        | 6 de novembro de 2015 | 16 de janeiro de 2016  |

### Reply 1997(2012)
Situado nos anos 90, o drama gira em torno de uma estudante do ensino médio, Shi-won, que idolatra a boy band H.O.T. e seus 5 amigos do ensino médio em Busan. À medida que a linha do tempo se move para trás e para frente entre o passado dos estudantes de 18 anos em 1997 e seu presente de 33 anos em seu jantar de reunião da escola secundária em 2012, um casal anuncia que vai se casar.

### Reply 1994(2013)
Em 1994, seis estudantes universitários de várias áreas provinciais moram juntos em uma pensão em Sinchon, Seul, administrada por um casal com uma filha chamada Na-jung. A história vai e volta entre o passado em 1994 e o presente em 2013, fazendo os espectadores adivinharem quem se tornará o marido de Na-jung entre os personagens masculinos. A série segue os eventos da cultura pop que aconteceram entre 1994 e os anos seguintes, incluindo o surgimento do grupo seminal de K-pop Seo Taiji and Boys e da Liga de Basquete da Coréia.

### Reply 1988(2015–16)
Situada no ano de 1988, gira em torno de cinco amigos e suas famílias que moram no mesmo bairro de Ssangmun-dong, Distrito de Dobong, Norte de Seul. Cinco amigos de infância, que moram no mesmo bairro de Ssangmundong, em Seul, apoiam-se mutuamente para sobreviver à desafiadora adolescência e abrir caminho para o futuro. Sung Deok-sun (Lee Hye-ri) luta por atenção como a filha do meio em sua pobre família, ao mesmo tempo em que carrega o fardo de seu 989º lugar na escola. Kim Jung-hwan (Ryu Jun-yeol) só tem cabeça para o futebol, mesmo depois de sua família ficar rica da noite para o dia. Sung Sun-woo (Go Kyung-pyo) é o aluno perfeito, presidente do conselho estudantil e um filho atencioso e confiável em sua família. Ryu Dong-ryong (Lee Dong-hwi) é um geek que sabe mais sobre as meninas e a vida do que o resto de seus amigos, mas sua baixa pontuação acadêmica impede que ele seja capaz de ir para a faculdade. Choi Taek (Park Bo-gum) é um gênio do jogo Go, que abandonou a escola para se tornar profissional.

## Elenco
| Ator           | Personagem                         | Temporadas      | Temporadas      | Temporadas      |
| Ator           | Personagem                         | Reply 1997 (T1) | Reply 1994 (T2) | Reply 1988 (T3) |
| Principal      | Principal                          | Principal       | Principal       | Principal       |
| -------------- | ---------------------------------- | --------------- | --------------- | --------------- |
| Jung Eun-ji    | Sung Shi-won                       | Principal       | Participação    | Does not appear |
| Seo In-guk     | Yoon Yoon-jae                      | Principal       | Participação    | Does not appear |
| Hoya           | Kang Joon-hee                      | Principal       | Participação    | Does not appear |
| Shin So-yul    | Mo Yoo-jung                        | Principal       | Participação    | Does not appear |
| Eun Ji-won     | Do Hak-chan                        | Principal       | Participação    | Does not appear |
| Lee Si-eon     | Bang Sung-jae                      | Principal       | Participação    | Does not appear |
| Go Ara         | Sung Na-jung                       | Does not appear | Principal       | Participação    |
| Jung Woo       | Sseureki                           | Does not appear | Principal       | Participação    |
| Yoo Yeon-seok  | Chilbong                           | Does not appear | Principal       | Does not appear |
| Kim Sung-kyun  | Samcheonpo                         | Does not appear | Principal       | Does not appear |
| Kim Sung-kyun  | Kim Sung-kyun                      | Does not appear | Does not appear | Recorrente      |
| Son Ho-jun     | Haitai                             | Does not appear | Principal       | Does not appear |
| Baro           | Binggeure                          | Does not appear | Principal       | Does not appear |
| Min Do-hee     | Jo Yoon-jin                        | Does not appear | Principal       | Does not appear |
| Lee Hye-ri     | Sung Duk-seon/Sung Soo-yeon        | Does not appear | Does not appear | Principal       |
| Park Bo-gum    | Choi Taek                          | Does not appear | Does not appear | Principal       |
| Go Kyung-pyo   | Sung Sun-woo                       | Does not appear | Does not appear | Principal       |
| Ryu Jun-yeol   | Kim Jung-hwan                      | Does not appear | Does not appear | Principal       |
| Lee Dong-hwi   | Ryu Dong-ryong                     | Does not appear | Does not appear | Principal       |
| Recorrente     |                                    |                 |                 |                 |
| Sung Dong-il   | Sung Dong-il                       | Recorrente      | Recorrente      | Recorrente      |
| Lee Il-hwa     | Lee Il-hwa                         | Recorrente      | Recorrente      | Recorrente      |
| Song Jong-ho   | Yoon Tae-woong                     | Recorrente      | Does not appear | Does not appear |
| Noh Ji-yeon    | Jang Dan-ji                        | Recorrente      | Does not appear | Does not appear |
| Jung Kyung-mi  | Kyung-mi ("Eun Dokki")             | Recorrente      | Does not appear | Does not appear |
| Kim Sun-ah     | Kim Sun-ah ("Eun Gak-ha")          | Recorrente      | Does not appear | Does not appear |
| Yook Sung-jae  | Sung Joon ("Ssuk-ssuk")            | Does not appear | Recorrente      | Does not appear |
| Shin Soo-yeon  | Sung Na-jung (jovem)               | Does not appear | Recorrente      | Does not appear |
| Yoon Jong-hoon | Kim Ki-tae                         | Does not appear | Recorrente      | Does not appear |
| Yeon Joon-seok | Kim Dong-woo                       | Does not appear | Recorrente      | Does not appear |
| Ryu Hye-young  | Sung Bo-ra                         | Does not appear | Does not appear | Recorrente      |
| Choi Sung-won  | Sung No-eul                        | Does not appear | Does not appear | Recorrente      |
| Ra Mi-ran      | Ra Mi-ran                          | Does not appear | Does not appear | Recorrente      |
| Ahn Jae-hong   | Kim Jung-bong                      | Does not appear | Does not appear | Recorrente      |
| Kim Sun-young  | Kim Sun-young                      | Does not appear | Does not appear | Recorrente      |
| Kim Seol       | Sung Jin-joo                       | Does not appear | Does not appear | Recorrente      |
| Choi Moo-sung  | Choi Moo-sung                      | Does not appear | Does not appear | Recorrente      |
| Yoo Jae-myung  | Ryu Jae-myung                      | Does not appear | Does not appear | Recorrente      |
| Lee Min-ji     | Jang Mi-ok                         | Does not appear | Does not appear | Recorrente      |
| Lee Se-young   | Wang Ja-hyun                       | Does not appear | Does not appear | Recorrente      |
| Song Young-kyu | Lee Tae-yong                       | Does not appear | Does not appear | Recorrente      |
| Lee Mi-yeon    | Sung Duk-seon (adulto)             | Does not appear | Does not appear | Recorrente      |
| Kim Joo-hyuk   | Marido de Sung Duk-seon            | Does not appear | Does not appear | Recorrente      |
| Jeon Mi-seon   | Sung Bo-ra (adulta)                | Does not appear | Does not appear | Recorrente      |
| Woo Hyun       | Sung No-eul (adulto)               | Does not appear | Does not appear | Recorrente      |
| Yong Young-jae | Diretor da Korea Baduk Association | Does not appear | Does not appear | Recorrente      |
| Bae Yoo-ram    | Sr. Yoo                            | Does not appear | Does not appear | Recorrente      |

## Produção
O diretor Shin Won-ho e o escritor Lee Woo-jung planejaram originalmente ambientar a primeira temporada em 1994, que foi o ano em que entraram na faculdade (Shin estudou engenharia química na Universidade Nacional de Seul). Mas eles decidiram mudar o ano para 1997, depois de ter escalado o membro do Sechs Kies Eun Ji-won, já que o H.O.T. e o fandom do Sechs Kies estavam no auge naquele ano, o que fez uma justaposição interessante para a economia coreana em dificuldades durante a crise do FMI.
Shin e Lee sentiram que havia material suficiente para outra temporada, e em uma tentativa de replicar o sucesso de Reply 1997, o canal a cabo tvN anunciou um sequência em abril de 2013. Shin disse, "As histórias sobre pessoas que se deslocam para Seul estão cheias de incidentes imprevisíveis."
Reply 1988 marcou a terceira colaboração entre o diretor Shin Won-ho, o roteirista Lee Woo-jung e os atores Sung Dong-il e Lee Il-hwa depois de Reply 1997 (2012) e Reply 1994 (2013). Kim Sung-kyun, que co-estrelou a segunda temporada, também se juntou ao elenco. A primeira leitura do roteiro foi realizada em agosto de 2015.

## Recepção
A primeira temporada, Reply 1997, consistia principalmente de cantores ídolos com pouca experiência na atuação. Mas com o boca-a-boca forte, logo ganhou reconhecimento como uma produção de alta qualidade com um senso distinto de identidade, tornando-se uma "síndrome" (a gíria coreana para um show de sucesso com uma base de fãs fervorosa). Com programas de TV a cabo coreanos sendo geralmente considerados bem-sucedidos se atingem 1%, Reply 1997 elevou drasticamente as classificações da TV a cabo, e recebeu uma imensa quantidade de atenção e elogios da crítica. O show foi creditado por sua atenção aos detalhes, recriando o final dos anos 90 com uma precisão de fãs cantando seus louvores.
Também se tornou um sucesso digital, recebendo mais de um milhão de acessos depois de ter sido disponibilizado para download e streaming na internet e no site móvel Tving. Isso foi atribuído ao fato de que a Reply 1997 havia sido transmitida em uma rede a cabo, de tal forma que vários espectadores não puderam assistir ao vivo. Com a maioria dos dramas coreanos filmados na capital, Seul, outro dos encantos da série é seu cenário de Busan, que é tratado de maneira prática como local. O realismo é auxiliado pelo fato de que grande parte do elenco principal é, na verdade, da região, que fala com o dialeto Gyeongsang autêntico. O diálogo também usa uma gíria específica do local e específica do tempo.